# Пінт'єба
Пінт'єба (*д/н–1913) — фагама (володар) держави Конг у 1895—1913 роках.

## Життєпис
Походив з династії Уатар. 1895 року посів трон після смерті Комбі II. Продовжив війну проти Васулу. Вже у 1897 року військо Конгу зазнало нищівної поразки, внаслідок чого ворог захопив столицю держави — місто Конг — яке було сплюндровано та майже повністю зруйновано. Пінт'єба втік на північ.
1898 року після поразки Саморі, фаами Васулу, від французьких колоніальних військ, область Конг стала місцем боротьби між Васулу й французами. Останні зайняли рештки міста Конг, куди повернулося частина населення. Фактично Пінт'єба втратив будь-яку владу. Після його смерті 1913 року титул фагами було скасовано, а землі Конгу офіційно увійшли до складу Французької Західної Африки.